# 长西街道
长西街道，是中华人民共和国江苏省淮安市清江浦区下辖的一个乡镇级行政单位。

## 行政区划
长西街道下辖以下地区：
人民路社区、上海路社区、长西社区、引河社区和河堤路社区。